# Johann Balhorn der Jüngere

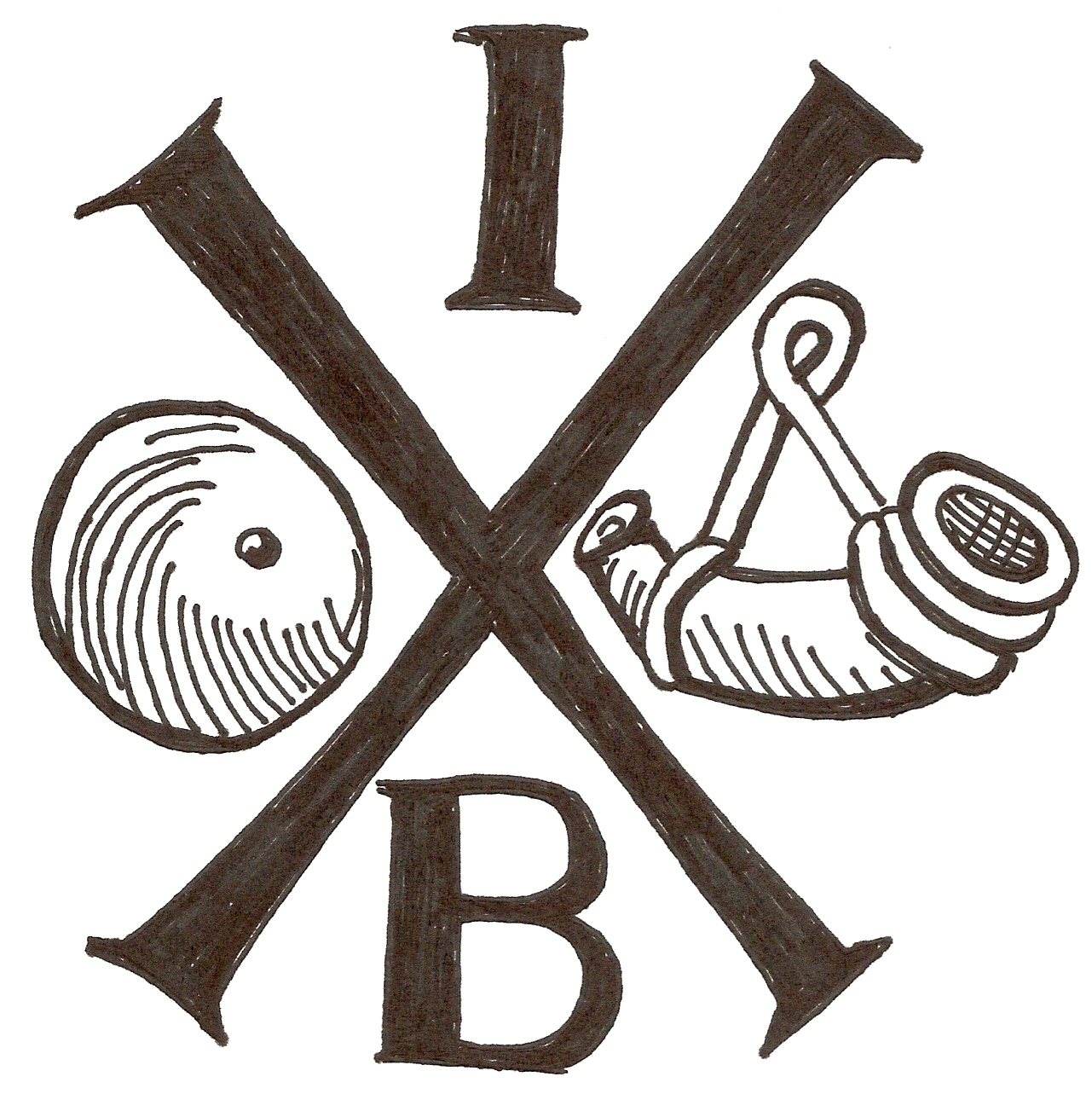
Redende Druckermarke, die von Johann Balhorn d. Ä. und Johann Balhorn d. J. benutzt wurde.

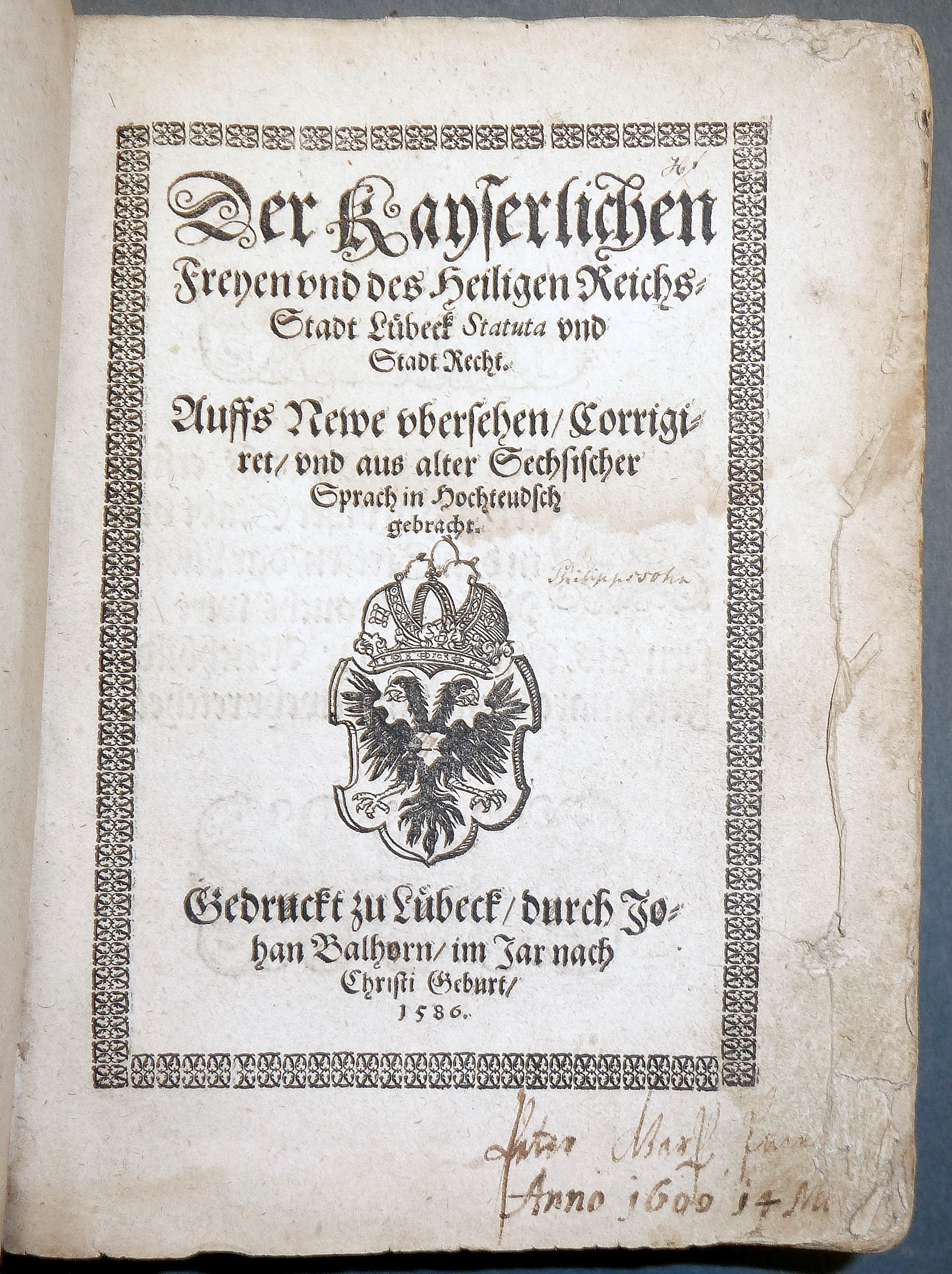
Der Kayserlichen Freyen und des Heiligen Reichs Stadt Lübeck Statuta und Stadtrecht, 1586

Johann Balhorn (manchmal auch fälschlich Ballhorn) der Jüngere (* um 1550; † nach 1604) war wie sein Vater selben Namens, von dem er das Druckhaus übernahm, ein Buchdrucker in Lübeck. Beide benutzten als redende Marke sowohl die abgebildete Druckermarke als auch ein Siegel mit einem Horn und darunter drei Bällen. Von seinem Namen leitet sich das Verb verballhornen ab.

## Leben
Johann Balhorn war ein Sohn des Buchdruckers Johann Balhorn des Älteren und dessen zweiter oder dritter Ehefrau Elsabe († nach dem 18. Oktober 1588), der Stieftochter des Malers Hans Kemmer. Er hatte mindestens fünf Geschwister, von denen zwei im Kindesalter starben. Der 1559 gestorbene Buchdrucker Jochim Balhorn war entweder sein Großvater oder Onkel.
Balhorn übernahm, vermutlich gerade voll geschäftsfähig, 1575 die Druckerei seines 1573 verstorbenen Vaters unter eigenem Namen.  1578 heiratete er Ermgard Ehlers (* um 1555 vermutlich in Lübeck; † 1595 oder später). Es sind keine Nachkommen aus dieser Verbindung bekannt. 1584 waren er und Asswerus Kröger die einzigen in Lübeck zugelassenen Buchdrucker.

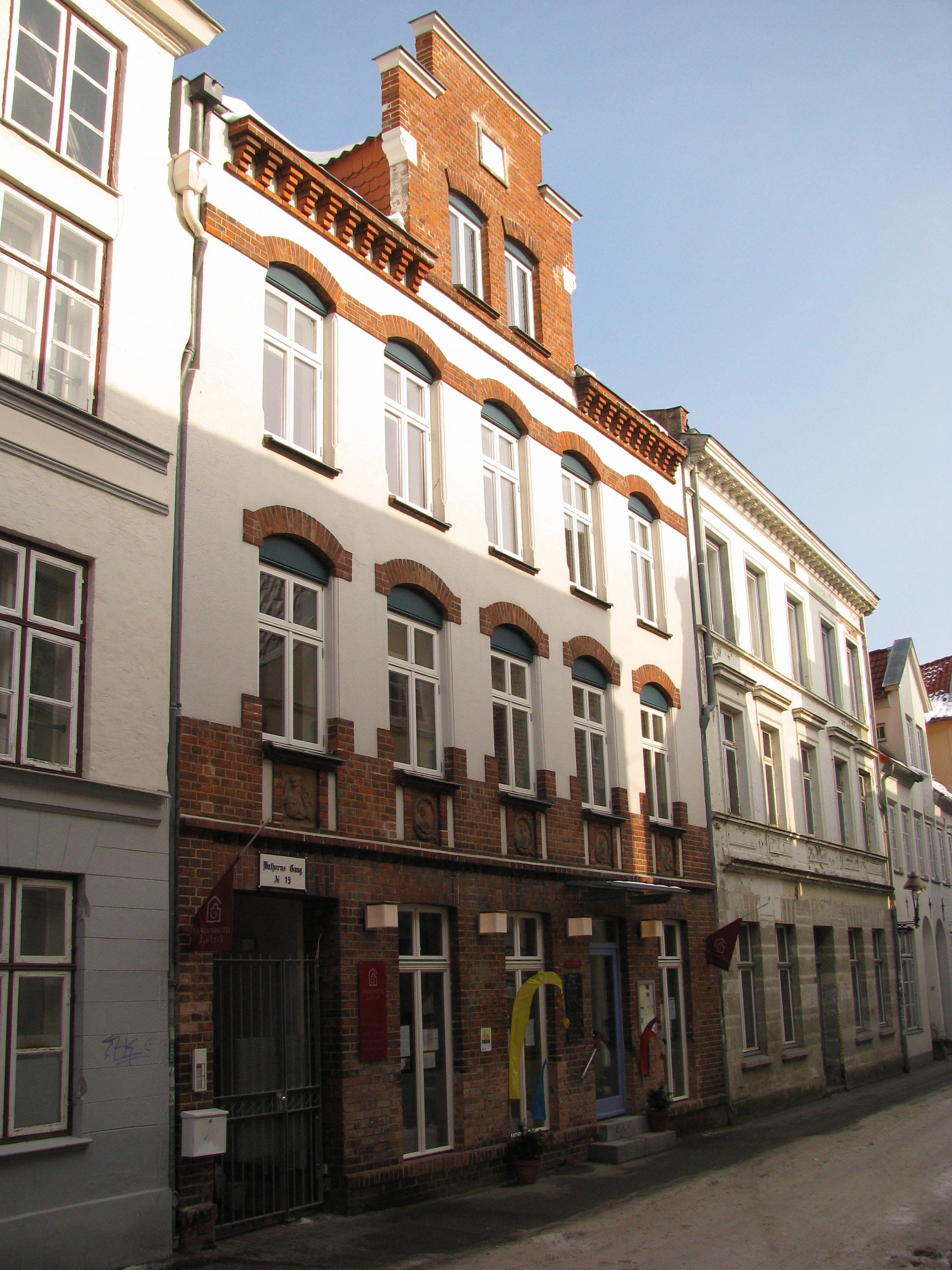
Grundstück Hundestraße 19–23, heute: Frauenhotel Lübeck.

Er druckte vor allem religiöse Werke und Schulbücher, erweiterte aber vor allem das bisherige Sortiment um chronikartige Werke, Flugschriften und Erzählungen. Hinzu kamen praktische Bücher, z. B. zur Navigation mit Sextanten, zur Bestimmung von Ebbe und Flut oder über kaufmännisches Rechnen. Überwiegend druckte er Werke in niederdeutscher Sprache, aber auch Publikationen in hochdeutsch, lateinisch, dänisch und schwedisch. Aus seinen rund 80 Druckwerken ragen heraus: Johannes Strickers geistliches Spiel De Düdesche Schlömer (1584) sowie eine niederdeutsche Übersetzung des 1587 erschienenen Volksbuchs Historia von D. Johann Fausten (1588).
Sein bekanntestes, ihn in Verruf bringendes Druckprodukt war die im Auftrag des Lübecker Rats von Bürgermeister Johann Lüdinghusen, Syndikus Calixtus Schein und Ratsherr Gottschalk von Stiten unzureichend überarbeitete hochdeutsche Fassung des Lübischen Rechts: Der Kayserlichen Freyen und des Heiligen Reichs-Stadt Lübeck Statuta und Stadt Recht. Auffs Newe vbersehen / Corrigiret / und aus alter sechsischer Sprach in Hochteudsch gebracht. Gedruckt zu Lübeck / durch Johann Balhorn / im Jar nach Christi Geburt / 1586. Da sich die Verantwortlichen auf dem Titelblatt nicht nannten, sondern sich dort nur der Hinweis auf den Drucker findet, wurde die weit verbreitete Ausgabe entsprechend zitiert. Daraus entwickelte sich die seit 1644 bekannte Redensart „Verbessert durch Johann Balhorn“ oder, weiter verkürzt, der Ausdruck „verballhornen“ oder „verballhornisieren“ für „verschlimmbessern“. Besonders peinlich war dies, weil andere Städte ebenfalls nach dem „Lübecker Stadtrecht“ urteilten. Inzwischen geht man aber davon aus, dass die sinnentstellenden Änderungen nicht von Balhorn selbst, sondern von zwei Juristen des Rates hineinredigiert wurden.

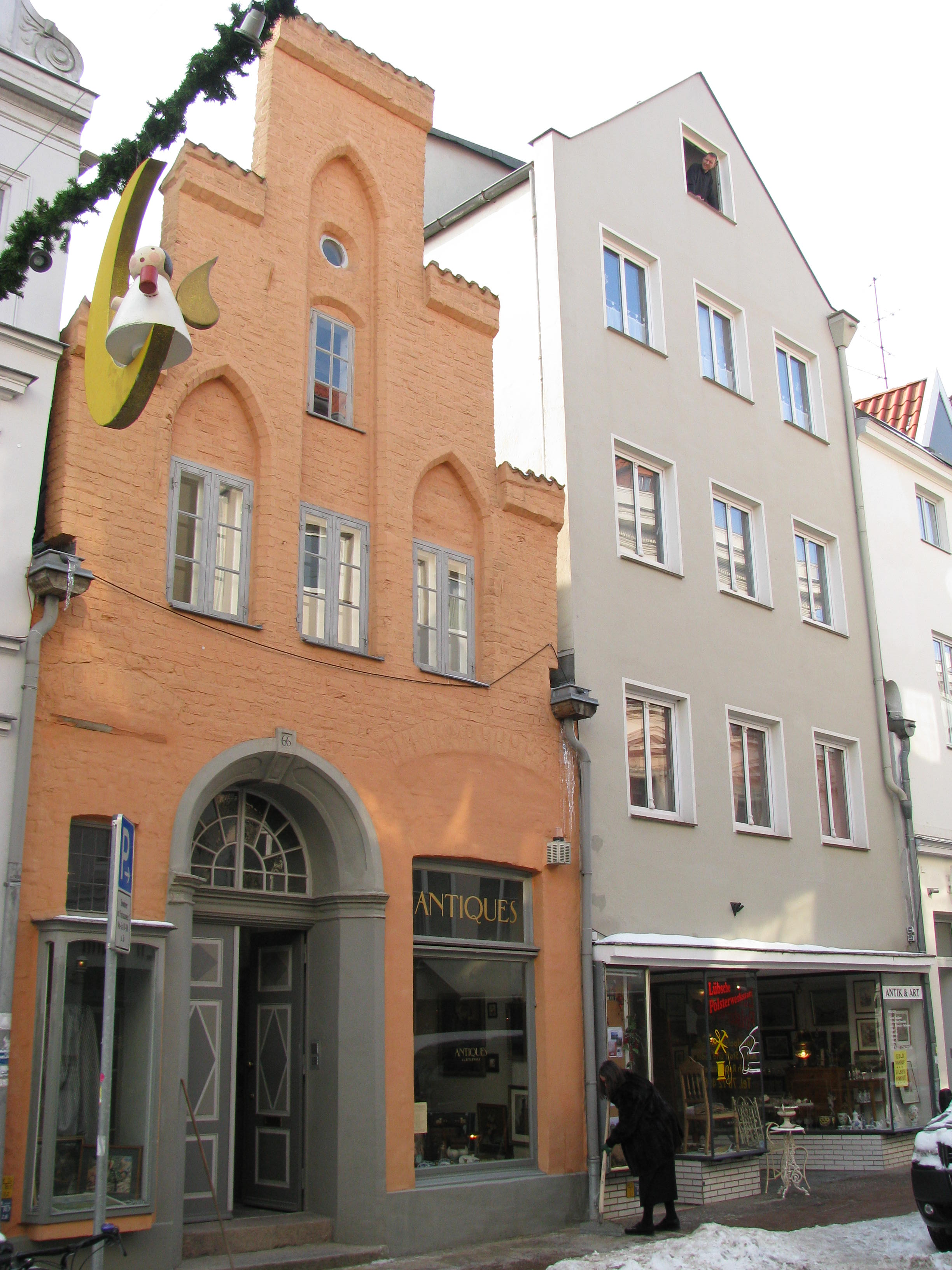
Rechts: Grundstück Hüxstraße 64

Der Grundbesitz der Familie Johann Balhorn umfasste die Häuser Königstraße 61 (1534–1569), Breite Straße 60 (südliche Hälfte; 1541–1588), Hundestraße 19, 21, 23 (1554–1588) und Hüxstraße 64 (1587–1604). Zwischen 1588 und Anfang 1604 verkaufte er den Grundbesitz der Familie in Lübeck. Grund waren möglicherweise seit längerem bestehende wirtschaftliche Schwierigkeiten wegen zunehmender Konkurrenz. Nach 1604, dem Jahr seines letzten bekannten Drucks, verliert sich seine Spur.